# Суахили (язык, Сокотра)
Суахили — вымерший язык, на котором говорили на территории архипелага Сокотра в Йемене. В 1962 году сообщалось, что на нем говорила пятая часть населения острова (около 2000 человек).

## История
Формирование сокотрского суахили, как и других разновидностей языка суахили, началось во второй половине I тысячелетия. Язык вымер в конце XX в. Был вытеснен арабским языком.

## Родственные диалекты
Родственными сокотрскому суахили диалектами являются диалекты языка суахили.
- киунгуджа: диалект города Занзибара и его окрестностей;
- кутумбату и Кимакундучи: диалект областей Занзибара;
- кисетла: Сильно пиджинизированный вариант суахили. Используется для бесед с европейцами;
- найробийский суахили: диалект Найроби;
- кипемба: местный диалект Пембы;
- кингвана: диалект Демократической Республики Конго.